# Juicio Automotores Orletti
El Juicio Automotores Orletti forma parte de la investigación y proceso judicial por los crímenes de lesa humanidad cometidos durante la última dictadura cívico-militar argentina (1976-1983) en el marco del Plan Cóndor. Durante su substanciación se determinó la responsabilidad por las desapariciones forzadas, torturas y exterminio de personas cometidos en el Centro Clandestino de Detención Automotores Orletti. Éste se encontraba ubicado en un taller mecánico en calle Venancio Flores N° 3521 del barrio de Floresta de la Ciudad Autónoma de Buenos Aires, en la actualidad recuperado como sitio de memoria.
El centro clandestino funcionó entre mayo y noviembre de 1976 bajo el mando del líder de la Secretaría de Inteligencia del Estado (SIDE), René Otto Paladino, en coordinación con Operaciones Tácticas 1, a cargo de Rubén Víctor Visuara, Operaciones Tácticas 18, bajo el mando de Eduardo Rodolfo Cabanillas y de la SIDE de Uruguay. La estructura de mando de este centro clandestino tuvo la particularidad de no ser piramidal: participaban activamente en las sesiones de torturas tanto los miembros de la SIDE argentina y uruguaya como delincuentes reclutados para los grupos de tareas como es el caso de Honorio Carlos Martínez Ruiz, miembros de la Policía Federal e incluso miembros de la Triple A.

## Centro clandestino de detención
El centro clandestino era un taller mecánico rentado. La SIDE pagó 240 mil pesos por los primeros dos meses de alquiler al propietario, llamado Santiago Cortell, quien creía alquilarlo a una empresa dedicada a la importación y exportación de bienes. 
Por allí pasaron más de 300 personas, incluido un grupo de uruguayos a quienes se secuestró para robarles un botín de 10 millones de dólares que luego fue repartido entre la SIDE y el grupo de tareas que intervino en el operativo.

## Imputados
La causa fue elevada a juicio por los casos que se les imputan a los ex represores argentinos, no así a los uruguayos implicados, quienes no podrán ser juzgados en Argentina hasta que no cumplan las condenas impuestas en causas en su país, a pesar de que la extradición de los mismos se encuentra aprobada. Estos son los oficiales del Ejército José Ricardo Arab Fernández, José "Nino" Gavazzo Pereira, Luis Alberto Maurente Mata, Ernesto Avelino Ramas Pereira, Jorge Alberto Silveira Quesada y Gilberto Valentín Vázquez Bisio y de los oficiales de la Policía Ricardo José Medina Blanco y Ernesto Soca. El civil Osvaldo "Paqui" Forese, presuntamente fallecido en Mar del Plata.
Llegan a juicio oral los siguientes imputados:
- Rubén Víctor Visuara, coronel (re) del Ejército, fue jefe del Departamento de Operaciones Tácticas 1, luego de Guillamondegui.

- Eduardo Rodolfo Cabanillas, general de división (re), fue subjefe de Operaciones Tácticas 1.8, base operativa que dependía de OT 1 y, en consecuencia, de la Dirección III de la SIDE. Cumplió su destino desde el 5 de agosto de 1976. .

- Honorio Carlos Martínez Ruiz, (a) “Pájaro” o “Pajarovich”, se trata de un civil que actuó como agente de inteligencia de la SIDE.

- Raúl Antonio Guglielminetti (a) “Mayor Guastavino”, se desempeñó como Personal Civil de Inteligencia del Ejército en el centro clandestino Automotores Orletti. Fue custodio del expresidente Raúl Alfonsín. Estuvo prófugo de la justicia hasta agosto de 2006.

- Eduardo Alfredo Ruffo, (a) “Zapato” o “Capitán”, agente de inteligencia de la SIDE que actuó como agente de inteligencia en el centro clandestino.
- Néstor Horacio Guillamondegui, comodoro (re) de la Fuerza Aérea, se desempeñó como jefe de Operaciones Tácticas 1 (OT 1) entre el 1 de abril de 1975 y el 12 de septiembre de 1976. Este departamento se encontraba bajo la Dirección III de la Secretaría de Inteligencia del Estado (SIDE).

También están imputados en la causa miembros del Ejército y la Policía de Uruguay. Se trata de los oficiales del Ejército José Ricardo Arab Fernández, José Nino Gavazzo Pereira, Luis Alberto Maurente Mata, Ernesto Avelino Ramas Pereira, Jorge Alberto Silveira Quesada y Gilberto Valentín Vázquez Bisio y de los oficiales de la Policía Ricardo José Medina Blanco y Ernesto Soca.

## Víctimas
| - Alicia Raquel Cadenas Ravela - Álvaro Nores Montedónico - Ana Inés Quadros - Ana María del Carmen Pérez - Ana María Salvo Sánchez - Ariel Rogelio Soto Loureiro - Asilú Maceiro - Beatriz Victoria Barboza - Carlos Hiber Santucho - Carolina Sara Segal - Cecilia Irene Gayoso - Cresencio Nicomedes Galañena Hernández - Cristina Silvia Navaja - Dardo Albeano Zelarayán - Edelweiss Zahn - Eduardo Deán Bermúdez - Efraín Fernando Villa Isola - Elizabeth Pérez Lutz - Enrique Rodríguez Larreta - Enrique Rodríguez Larreta - Francisco Gatti Antuña - Francisco Javier Peralta - Gastón Zina Figueredo - Graciela Elsa Vergara - Graciela Luisa Vidaillac - Graciela Rutila - Guillermo Daniel Binstock - Gustavo Gayá - Jesús Cejas Arias - Jorge Raúl González Cardozo - Jorge Washington Pérez - José Félix Díaz | - José Luis Bertazzo - José Ramón Morales - Julio César Rodríguez Rodríguez - Laura Anzalone - Luis Alberto Morales - Luis Brandoni - Luis Edgardo Peredo - Manuela Santucho - Marcelo Ariel Gelman - María del Carmen Martínez Addiego - María del Carmen Otonello - María del Pilar Nores Montedónico - María Elba Rama Molla - María Elena Laguna - María Margarita Michelini Delle Piane - Marta Bianchi - Marta Petrides - Mónica Soliño Platero - Néstor Adolfo Rovegno - Nidia Beatriz Sáenz - Nora Eva Gelman Schubaroff - Patricio Antonio Biedma - Raquel Mazer - Raquel Nogueira Pauillier - Raúl Altuna Facal - Ricardo Alberto Gayá - Ricardo Manuel González - Sara Rita Méndez - Sergio López Burgos - Ubaldo González - Víctor Hugo Lubián Peláez - Victoria Lucía Grisonas - Washington Pérez |

### Condenas
El 31 de mayo de 2011, el Tribunal Oral en lo Criminal Federal de la Ciudad Autónoma de Buenos Aires condenó a los imputados por los delitos de homicidio calificado por alevosía cometidos en abuso del ejercicio de la función pública y privación ilegítima de la libertad en concurso real con el delito de imposición de tormentos reiterados. La condena no fue encuadrada en el marco del delito internacional de genocidio. Las penas fueron las siguientes:
- Eduardo Rodolfo Cabanillas, condenado a prisión perpetua e inhabilitación absoluta y perpetua para ejercer la función pública.  El 21 de julio de 2016 la sala de feria de la Cámara de Casación Penal le concedió arresto domiciliario por edad avanzada (74 años) y por razones de salud: hernia de disco, adenoma de próstata, dislipemia, constipación y dificultad motora debido a discopatías que padece. Descansa en su casa en la comuna 10 de la Ciudad Autónoma de Buenos Aires.[3]

- Honorio Carlos Martínez Ruiz, a 25 años de prisión.

- Raúl Antonio Guglielminetti, a 20 años de prisión e inhabilitación absoluta y perpetua para ejercer la función pública.

- Eduardo Alfredo Ruffo, a 25 años de prisión e inhabilitación absoluta y perpetua para ejercer la función pública.

No resultaron condenados los imputados  Rubén Víctor Visuara y Néstor Horacio Guillamondegui debido a que el primero falleció  antes de la sentencia y, el segundo, fue separado del juicio por razones de salud.